# 格鲁吉
格鲁吉（法語：Grougis）是法国皮卡第大区埃纳省的一个市镇，属于韦尔万区瓦西尼县。该市镇2009年时的人口为358人。

## 人口
格鲁吉人口变化图示
| 数据来源：INSEE |